# Нов манастир (Хиос)
Новият манастир (на гръцки: Νέα Μονή), Неа Мони, е православен манастир на остров Хиос в Гърция, основан през първата половина на XI век. Манастирът e ставропигия на Вселенската патриаршия. Неа Мони е известен с мозайките от Македонския период, които украсяват неговия католикон. 
Манастирът е основан от византийския император Константин IX Мономах, съпругата му Зоя и сестра й Теодора. Изграждането му е свързано с легендата, че на това място трима монаси – Никита, Йоан и Йосиф намерили икона на Света Богородица върху клонка от горяща мирта. Те издигат малък параклис на мястото, където е намерена иконата. Това събитие е датирано при управлението на император Михаил IV Пафлагон (1034-1041). След това те посещамат Константин, който бил в изгнание в Лесбос, и му разказват за видението, което имали от иконата, предсказвайки, че Константин ще стане император. В отговор той обещава, че ако пророчеството се сбъдне, ще построи църква в чест на Богородица. Ставайки император през 1042 година, Константин изпълнява обета си и започва изграждането на манастира. През юли 1049 година католиконът, посветен на Богородица, е осветен, а целият манастирски комплекс е завършен през 1055 година след смъртта на Константин.
Като се имат предвид тези дати, създаването на мозайките от манастира се датират в периода от 1042-1056 година. Според стария релефен манастирски надпис, началото на строителството на католикона датира от 11 януари 6553 година от сътворението на света, тоест 1045 година от Христа. С императорския хрисовул през 1049 година манастирът започва да получава целия поголовен данък от евреите живеещи в Хиос, а самият манастир е изваден от властта на местната светска и духовна администрация като ставропигия. В резултат на това манастирът се разраства и просперира. До 1300 година манастирът е един от най-богатите на островите в Бяло море, като притежава една трета от земята на Хиос и има около 800 монаси. По време на генуезкото владичество на Хиос богатството на манастира намалява. По време на османското владичество на Хиос манастирът продължава да действа. Ставропигиалният статут му осигурява относителен просперитет в сравнение с други православни манастири в Османската империя. Пътешественици от XVI-XVII век съобщават, че в манастира живеят около 200 монаси, а освен това реликвите и даренията му осигурявали просперитет.
С началото на Гръцката революция манастирът започва да запада, след като е опожарен, а земетресението през 1881 година сериозно поврежда католикона и напълно унищожава купола му. Манастирът се превръща в руини, включително камбанарията, построена през 1512 година. До 1952 година монашеският живот в Неа Мони на практика замира и манастирът е превърнат в метох. През XXI век, след включването на манастира в списъка на ЮНЕСКО за световно културно-историческо наследство, обителта се възражда към нов живот.